# Miguel Ángel Melero
Miguel Ángel Melero y Fernández de Castro (1865-1887) fue un pintor cubano.

## Biografía
Nació en 1865. Hijo de Miguel Melero y Rodríguez y de Ángela Fernández de Castro y Milián, estudió en la Academia de San Alejandro. Fue autor de varias figuras en la capilla de Lourdes en la Merced. Pensionado por la Diputación Provincial de la Habana para marchar a Europa a estudiar, además de por la Real Sociedad Económica, falleció en 1887 en París. Su viuda Elvira Martínez fue alumna de su padre.